# Ayo
Ayo es el nombre del servidor que en las casas reales (donde era uno de los oficios de Corte), las casas nobles y las familias ricas se encargaba de la educación inicial y custodia de los niños y jóvenes, a modo de tutor.   
En el reino de Castilla la costumbre se documenta en las Siete Partidas, donde se dice:

Siendo niños los hijos de los reyes es menester que los guarden el padre y la madre... Pero después que fuesen mozos conviene que les pongan ayos que los guarden y los eduquen en su comer, en su beber, en su folgar y en su continente, de manera que lo hagan bien y apuestamente

El propio Alfonso X el Sabio, bajo cuya inspiración se compilaron las Partidas, recibió este tipo de educación.
Previamente, los lactantes estaban al cuidado de amas de cría o nodrizas.
Un oficio de carácter superior, restringido al ámbito de la enseñanza, era el de preceptor, habitualmente especializado por disciplinas académicas (especialmente a través de la lectura de textos en latín) u otras habilidades (música, equitación, esgrima, etc.)
A diferencia de maestros y profesores (que suelen enseñar en un entorno institucional con edificios e instalaciones -escuelas, universidades-), las amas de cría, ayos y preceptores se caracterizan por su condición de servidores del pupilo, a cuya casa acuden y al que tratan individualmente (o como mucho con sus hermanos u otros niños de la casa). También era muy frecuente que los niños de familias principales pasaran la mayor parte de su infancia en algún pueblo o finca campestre propiedad de sus padres, que mantenían su residencia principal en la Corte. En ese entorno rural recibían la primera educación y el contacto afectivo.

La educó una "nurse" vesánica
típicamente británica,
un aya y un preceptor,
que le habló de nuestros próceres,
y un primo suyo de Cáceres
que le desveló el amor.
Muchacha típica, Joan Manuel Serrat.

En la antigua Roma existía el oficio de pedagogo, que en realidad designaba no a un enseñante, sino al esclavo que cuidaba a los niños y los conducía hacia el lugar donde recibían la educación.